# Violeta de metila
Violeta de metila (português brasileiro) ou violeta de metilo (português europeu) é um grupo de substâncias usadas como indicadores de pH e corantes, também chamados de violeta cristal ou cristal violeta ou ainda violeta de genciana. Violetas de metila são misturas de tetrametila, pentametila e hexametila pararosanilinas. Pela mistura de diferentes versões, o fabricante pode criar diferentes tons de violeta no corante final. Quanto mais metilado o composto (que possui mais grupos metila ligados), mais azul profundo na cor final será:
- Tetrametila (quatro metilas) é conhecida como Violeta de metila 2B, e encontra usos específicos em química e medicina.
- Pentametila (cinco metilas) é conhecida como Violeta de metila 6B, e é mais escura (como corante) que a 2B.
- Hexametila (seis metilas) é conhecida como Violeta de metila 10B, ou especificamente violeta cristal. É muito mais escura que a 2B, e ainda mais escura que a 6B.

## Propriedades e Características Físicas
Na forma pura, a tetrametilada apresenta-se como lustrosos cristais azul esverdeados que fundem-se a 137°C (279°F).
Violeta de metila são solúveis em água, etanol, dietilenoglicol, e dipropilenoglicol. Especificamente, violeta de metila 6B é solúvel em água a 2.93% e solúvel em etanol a 15.21%.
Violeta de metila não deve ser confundido com azul de metila ou azul de metileno, outros dois corantes.

## Obtenção
O violeta de metila é obtido pela condensação da cetona de Michler (4,4'-Bis-dimetilamino-benzofenona) com N,N-dimetilanilina em presença de cloreto de fosforilo.

## Usos
O principal uso do violeta de metila (por volume bruto usado mundialmente) é o tingimento textil de púrpura e dar tons violeta profundo em pinturas e tinta de impressão. É também largamente utilizado nas tintas de canetas esferográficas azuis.
Violeta de metila 2B (simplesmente chamado violeta de metila) é usado em química como um indicador de pH para testar os intervalos de pH de 0 a 1,0. No extremo ácido de seu intervalo de medição, ele toma uma cor amarela. No alcalino, ele torna-se violeta azulado. Violeta de metila pode ser fornecido como papel de teste de pH, ou pode ser fornecido como cristais puros e dissolvido na amostra a ser testada.
O violeta cristal (10B) é usado no intervalo de 0 a 1,8, quando vira também de amarelo a azul.
Em medicina, violeta de metila 10B é conhecido como violeta de genciana e é o ingrediente ativo na coloração de Gram, usado para classificar bactérias. Violeta de genciana destrói células, e é usado em desinfetantes de intensidade moderada externo. Violeta de genciana é muito venenoso para a maioria dos animais, cachorros e gatos incluidos; não deve ser usado para desinfecção da pele destes animais.
Violeta de metila tem também a habilidade de ligar-se ao DNA. Portanto, em ciências biomédicas, ele é usado para ensaios de viabilidade celular. A ligação ao DNA pode também causar rupturas no processo de replicação do DNA, o qual pode levar a mutações e câncer.
Normalmente é formulado para uso como indicador de pH na variedade violeta de metila como uma solução de 0,01 a 0,05 % em m/v e na variedade violeta cristal como uma solução de 0,02 % m/v em água.

## Estruturas químicas

Violeta de metila 2B
Violeta de metila 6B
Violeta de metila 10B

Fórmulas químicas:
- Violeta de metila 2B:   {\displaystyle C_{23}H_{26}N_{3}^{+}Cl^{-}}
- Violeta de metila 6B:   {\displaystyle C_{24}H_{28}N_{3}^{+}Cl^{-}}
- Violeta de metila 10B:  {\displaystyle C_{25}H_{30}N_{3}^{+}Cl^{-}}